# 2013-as birkózó-világbajnokság
A 2013-as birkózó-világbajnokságot Budapesten rendezték 2013. szeptember 16. és 22. között. A világbajnokságon a magyar sportolók összesen 1 aranyérmet és 5 bronzérmet szereztek: Sastin Marianna arany-, Barka Emese, Módos Péter, Lőrinc Viktor, Kiss Balázs és Veréb István pedig bronzérmet szerzett. Az éremtáblázat alapján Irán volt a legeredményesebb 4 arany-, 1 ezüst- és 2 bronzéremmel.

## Részt vevő nemzetek
A világbajnokságon 681 versenyző vett részt 87 országból.
| - ALB (2) - ALG (2) - ARG (3) - ARM (13) - AUS (1) - AUT (7) - AZE (18) - BLR (21) - BRA (9) - BUL (20) - CMR (2) - CAN (14) - CHA (1) - CHN (21) - TPE (3) - COL (9) - CRO (5) - CUB (11) - CZE (7) - DEN (2) - DOM (6) - EGY (7) - ESA (1) - EST (6) - FIN (5) - FRA (7) - Grúzia (14) - GER (17) - GBR (1) | - GRE (13) - GUM (1) - GUA (1) - GNB (1) - HON (11) - HUN (14) - IND (21) - IRI (14) - IRQ (2) - ISR (4) - ITA (4) - JPN (21) - JOR (1) - KAZ (21) - KGZ (12) - LAT (5) - LTU (6) - MKD (2) - MAD (2) - MUS (1) - MEX (8) - MDA (14) - MGL (14) - MNE (1) - MAR (1) - NED (1) - NZL (3) - NCA (1) - PRK (7) | - NOR (4) - PLW (1) - PAN (2) - PER (2) - POL (18) - POR (1) - PUR (4) - QAT (1) - ROU (15) - RUS (21) - SEN (3) - SRB (5) - SVK (8) - SLO (1) - RSA (4) - KOR (17) - ESP (6) - SRI (5) - SWE (10) - SUI (3) - TJK (4) - TUN (3) - TUR (20) - UKR (21) - URU (1) - USA (21) - UZB (12) - VEN (17) - VIE (9) |